# Nylænde
Nylænde: tidsskrift for kvindernes sak var Norges första kvinnosakstidskrift och gavs ut av Norsk Kvinnesaksforening (NKF) mellan 1887 och 1927 med Gina Krog och Fredrikke Mørck som redaktörer. Tidskriften var det ledande organet i kampen för kvinnlig rösträtt och var en av Norges mest inflytelserika politiska och kulturella tidskrifter. Tidskriften var också ett ledande organ för litteraturkritik; Marius Wulfsberg vid Nationalbiblioteket konstaterade att "det var Gina Krog och hennes kritiker [i Nylænde] som gjorde Ibsen till en stor författare". Från 1901 hade tidskriften en solros som logotyp, en symbol som sedan 1860-talet var den dominerande symbolen för den liberala kvinnorörelsen och rösträttsrörelsen i USA. NKF gav under perioden 1950–2016 ut tidskriften Kvinnesaksnytt som innehöll nyheter och kommentarer om norsk och internationell kvinnosak.